# Neustadt an der Orla
Neustadt an der Orla là một thị xã ở Saale-Orla, trong bang Thüringen. Đô thị này tọa lạc bên sông Orla, 17 km về phía bắc của Schleiz, và 25 km về phía đông nam của Jena.
Các khu vực dân cư:
- Neustadt (Orla) (12,52 km²)
- Arnshaugk (0,24 km²)
- Börthen (1.25 km²)
- Lichtenau (2,25 km²)
- Moderwitz (5,59 km²)
- Molbitz (4.56 km²)
- Neunhofen (4.54 km²)

Total area: 30,95 km²